# أول باك
أول باك (بالدنماركية: Ole Buck)‏ هو ملحن دنماركي، ولد في 1 فبراير 1945.

## وصلات خارجية
- أول باك على موقع ميوزك برينز (الإنجليزية)
- أول باك على موقع ديسكوغز (الإنجليزية)